# Kevin McClain
Kevin Michael McClain (Jennings, Florida; 21 de octubre de 1996) es un baloncestista estadounidense con pasaporte alemán, que pertenece a la plantilla del Giessen 46ers  de la ProA, la segunda división alemana. Con 1,91 metros de estatura, juega en la posición de base.

## Trayectoria deportiva

### Universidad
Jugó cuatro temporadas con los Belmont de la Universidad Belmont, en las que promedió 10,5 puntos, 2,5 rebotes y 2,0 asistencias por partido. Fue incluido en su última temporada en el  mejor quinteto de la Ohio Valley Conference, tras acabar la misma con 16,8 puntos y 3,9 asistencias por encuentro.

### Profesional
Tras no ser elegido en el Draft de la NBA de 2019, disputó las Ligas de Verano de la NBA con los Golden State Warriors, logrando en uno de los dos partidos que jugó 24 puntos en 29 minutos. El 3 de julio formó su primer contrato profesional con el EWE Baskets Oldenburg de la Basketball bundesliga, donde no ocupó plaza de extranjero al obtener el pasaporte alemán ya que su madre nació en ese país y su abuela sigue residiendo allí. Jugó una temporada saliendo desde el banquillo, en la que promedió 3,5 puntos por partido.
En agosto de 2020 fichó por el Provence Basket de la Pro B, la segunda división francesa.
El 27 de noviembre de 2023 fichó por el Fraport Skyliners de la ProA, la segunda división alemana.